# Cop Shoot Cop
A Cop Shoot Cop amerikai noise rock/post-punk/indusztriál rock együttes volt 1987 és 1996 között.

## Története
1987-ben alakultak New Yorkban. Trióként kezdték karrierjüket, a felállás a következő volt: Tod A. - éneklés, basszusgitár, David Ouimet - billentyűk, sampler, Phil Puleo - dobok. Tod és Puleo egy rövid életű együttesben kezdték karrierjüket. Először egy EP-t dobtak piacra 1989-ben. Nevük onnan ered, hogy a tagok egyike sem szerette a rendőröket, egy másik elmélet szerint azonban egy újságcikk főcíméből származik a név. A műfaj rajongói körében mára kultikus státuszt értek el, dalaik klipjeit pedig az MTV is rendszeresen vetítette. Első nagylemezüket 1990-ben adták ki, azóta még három stúdióalbumot dobtak piacra. Lemezeiket az Interscope Records, Big Cat Records, Circuit Records kiadók jelentették meg. 1996-ban feloszlottak.

## Tagok
- Tod A. - ének, basszusgitár (1987-1996)
- Jim Coleman - sampler, zongora (1988-1996)
- Steven MacMillen - gitár, trombita (1993-1996)
- Jack Natz - basszusgitár, ének, harmonika (1988-1996)
- Phil Puleo - dobok, ütős hangszerek (1988-1996)
- David Ouimet - billentyűk, sampler (1987-1989)

## Diszkográfia
- Consumer Revolt (1990)
- White Noise (1991)
- Ask Questions Later (1993)
- Release (1994)